# Auguste Chérion
Auguste Chérion, né le 22 janvier 1854 à Varennes-sur-Allier (Allier) et mort le 27 mars 1904 à Paris, est un compositeur de musique et maître de chapelle français. Il a exercé comme maître de chapelle à la cathédrale de Moulins pendant 25 ans, puis, à partir de 1896, à l'église de la Madeleine, à Paris.

## Biographie
Auguste Chérion est le fils de Joseph Chérion, conducteur de diligence, demeurant à Varennes-sur-Allier, et d'Anne Justine Hérodet.
Il entre au séminaire et devient prêtre du diocèse de Moulins. Il exerce pendant 25 ans la charge de maître de chapelle de la cathédrale de Moulins.
En juin 1896, il succède à Gabriel Fauré comme maître de chapelle de la Madeleine. À sa mort, c'est Achille Runner qui lui succède. La maîtrise de la Madeleine comportait alors une trentaine de jeunes garçons.
L'abbé Chérion était chanoine honoraire de la cathédrale de Moulins.

## Œuvres
- Tantum Ergo (plusieurs versions).
- Alleluia.
- Anima Christi, motet pour chœur, a capella[4].
- Ave verum.
- In festo virginum[5].
- Libera me.
- Salve Regina[5].
- Regina Caeli[5].
- Veni Creator[5].
- Plusieurs Offertoires[5].
- Pour la réception de Mgr Dubourg[5].
- Messe de sainte Cécile pour chœur mixte et orgue.
- Messe de sainte Angèle, messe à 4 voix[5].
- Entrée pour l'office des vêpres[6].

Auguste Chérion a composé aussi des mélodies profanes.

## Hommages et distinctions
- Auguste Chérion était officier d'académie (juillet 1888) et officier de l'instruction publique (février 1899).
- Théodore Dubois lui a dédié le Verset de procession, quatrième pièce des Douze Pièces pour orgue ou piano-pédalier de 1889.